# 无情对
无情对，为对联中的一种特殊形式，以毫不相干事物但工整來表現幽默。

## 說明
無情對也稱「諧對」。無情聯被認為起源於唐宋之間，《全唐詩話》載溫庭筠以白頭翁和蒼耳子為對，或認為是最早的無情對，到清末時興盛。
注意，無情對創作上採用借義相對的手法，以「字對工，意離遠」，以字面上對得愈工整，兩聯意思相離愈遠，愈顯妙趣。

## 无情对不是什么
- 无情对不是错对，对仗、词性有误，但内容相关，则属于错误。内容不相关，则不属于对联。
- 无情对不是口号，例如：“春风那个吹，一班输过谁？”这个本身不属于对联。但是，若口号上下联可以起到对仗，则属于无情对，且为妙对。
- 无情对不是拼凑句，例如：“不识庐山真面目，只识弯弓射大雕。”属于拼凑句，不属于对联。但是，若拼凑句上下联可以起到对仗，则属于无情对，且为妙对。
- 无情对不是无含义或常用称呼对联，例如：
“123，456。”、“ABC，XYZ”（都是无意义字符）
“氯化铁，硫酸铜。”（X化X、X酸X太常见）
“氯化钠，山打根。”（前者可变项太多）
- 无情对不是故意成对来骂人或捧人的话，另一联必须有实际含义。例如：“细羽家禽砖后死，粗毛野兽石先生。”此类讽刺，属于妙对。如若：“东方神起，西边鬼落。”出自2008年，百度贴吧骂战中，东方神起反对方之口。虽然逐字逐句相对，但因为后者仅为骂战生造词汇，故不能成为对联。

## 无情对常见模式
- 一字多义：例如：“漠北主帅从军死；空中车叁伍零”其中“伍”就包括了“队伍”及数字“5”大写的作用。
- 断句错差：例如“信马兵来巧；谌龙王适娴。”其中两句话就分别为 ■■■ ■ ■，■■ ■■■ 的格式。

## 著名例子
範例：
|  | “樹已半枯休縱斧” 对 “果然一點不相干” |

、
|  | “陶然亭” 对 “张之洞” |

此兩句載於徐珂的《清稗類鈔．詼諧類》，為張之洞在陶然亭宴客會友，他對回「果然一點不相干」。然後張之洞改以「陶然亭」為出句，李侍郎道：「若要無情，非閣下之姓名莫屬矣」，回以「张之洞」。
陶然亭为北京一风景名胜，而张之洞则为清朝名臣，二者无关联，因为其属于妙对，所以在很多小说、影视作品中，常用于给故事人物起名。
範例
|  | “楊三已死無蘇丑” ， “李二先生是漢奸” |

為李鴻章與日本簽訂《馬關條約》受到時人譴責。蘇昆名丑楊鳴玉在「水漫金山」戲劇故意對穿黃色外褂上台的鱉精作諷刺，卻楊鳴玉因此事被害死。因此有人為楊鳴玉作此副輓聯。
範例
|  | “替如夫人洗脚”，“赐同进士出身” |

相傳曾國藩常為愛妾洗腳，且曾國藩昔年殿試只考取「第三甲，赐同进士出身」，遭到功名較高的幕僚譏諷。或傳是左宗棠與曾國藩互相調侃的故事，虽無法考究，但成为经典。
範例
|  | “张之洞中熊十力”，“齐如山外马一浮” |

作家木心在纽约讲述世界文学时，提及其少时所做对联。
範例
|  | “三星白蘭地”，“五月黃梅天” |

|  | “公門桃李爭榮日” 对 “法國荷蘭比利時” |

|  | “有酒不妨邀月飲”，“無錢哪得食雲吞” |

由清末文人何淡如（1820-1913）所作，上述三对均为传世经典。
範例
|  | “色難” 对 “容易” |

馮夢龍《古今譚概．談資部》第二十九之「隨口對」，載為明成祖與解縉所對。
範例
|  | “孙行者” 对 “祖沖之” |

1932年，陈寅恪在清华大学中文系国文试卷中出此“孙行者”作無情對，若对“猪八戒”非正確。陈寅恪以對“胡适之”為答案，有学生对以“祖冲之”而令陈寅恪赞赏。
範例
|  | “文班亚马”对“法国高炮” |

现役圣安东尼奥马刺队法国籍球员，出生于2004年的维克托·文班亚马，因其身高修长，三分球投射精准，被球迷誉为“法国高炮”。恰巧，“文”、“法”都是融汇古今的学科，“班”、“国”都是人类生态系统，“亚”、“高”在无机化学均为表示价态的高低的用语，“马”、“炮”均为中国象棋的棋子。这句话在赞扬了维克托·文班亚马的同时，也鬼使神差地形成了一副对联。
範例
|  | “夏东海” 对 “尚西山” |

出自电视剧《家有儿女》，不是單純人名對人名，是“夏”、“尚”谐音“下”、“上”。在第一部第10集《角马的故事》剧情中，夏东海提及到自己朋友尚西山。
範例
|  | “快取” 对 “缓存” |

“快取”、“缓存”分别为“Cache”的台湾翻译和中国大陆翻译。巧合的是，虽然一个是音译、一个是意译，但“缓”、“快”；“存”、“取”正好各自对应，并为反义词。

## 其他例子
- 羊水；馬雲。
- 易水；難波。
- 水手；火腿。
- 東魏；西周[c]。
- 杨幂；李根。
- 下呂；上陳。
- 漢子；唐寅。
- 下女；高雄。
- 马路；牛津。
- 法海；佛山。
- 晉北；巴西。
- 蜀漢；巴神。
- 永樂；长征。
- 舔狗；抽象。
- 冷推[d]；热拉[e]。
- 美团；中师。
- 虫洞；鸟巢。
- 豪赌；微博。
- 儿戏；哥猜。
- 姐告；哥譚。
- 圓佛教；明神宗。
- 巨靈論；大仙翁。
- 小氣鬼[f]；大怒神。
- 愛琴海；斷背山。
- 新商潮；陈元汐。
- 干红潮；任素汐。
- 仙人洞；凡士林。
- 挪威海；安祿山。
- 新汉史[g]；陈楚生。
- 李宗盛；宋祖英。
- 赵今麦；唐古拉。
- 汉武帝；满文军。
- 輸電網；吐火羅。
- 中南海；下北澤。
- 白家浩[h]；黄厝滩[i]。
- 开塞露；闭门羹。
- 电吹风；火烧云。
- 别凶我；弹吉他。
- 修正道；立方根。
- 唐三彩；清一色。
- 击毙处；卫生厅。
- 打死结；救生圈。
- 开普敦；关帝庙。
- 海德堡；江美琪。
- 南风畅；北雪平。
- 蝇头利；鹤顶红。
- 绿巨人；黄大仙。
- 柳公权；杨家威。
- 桃花扇；李雪琴。
- 陈水扁；卖湯圓。
- 徐悲鸿；快乐蜂。
- 康师傅；安徒生。
- 党参乌药；政和白茶。
- 古河御所；今川義元。
- 北千住站；南萬騎原。
- 西川貴教；東京急行。
- 西川周作；北海时报。
- 村上春树；城里秋风。
- 齋僧南海；盤尼西林。
- 河邊健步；川端康成。
- 海滩遇雪；山岸逢花。
- 吸星大法；摩雷高德。
- 退伍放肆；登陆收拾。
- 新型马桶；老态龙钟。
- 新晋司马；老汉推车。
- 衣来伸手；布达拉宫。
- 馬來西亞；牛去東歐。
- 空山鳥語；危地馬拉。
- 贪玩蓝月；腐控青年。
- 苏门答腊；贾府探春。
- 福银高速；瑞金长征。
- 三士聞道[j]；千手觀音。
- 早坂文雄；迟浩田卓。
- 安非他命；如是我聞。
- 满陇桂雨；永井荷風。
- 福如東海；安比西林。
- 戶隱忍者；門捷列夫。
- 清新福建；长泰广东。
- 局部坏死；整个好活。
- 红色高棉；紫光大厦。
- 因才取士；以色列兵。
- 江东父老；海南母瑞[k]。
- 红尘客栈[l]；绿波主干[m]。
- 花开半夏；韶关微商。
- 乌兰图雅；黄梅曲风。
- 密西西比；丰南南站[n]。
- 内公切线[o]；外婆磨针。
- 富士胶片；贫僧糊涂。
- 武松打虎；文心雕龙。
- 百花齐放；五柳先生。
- 天涯芳草；地塞米松。
- 长春花碱；安息香酸。
- 蒙自草坝；满口植牙。
- 花生牛奶；乔治马丁。
- 浩如雷公；切比雪夫。
- 托怀明月；拉格朗日。
- 爱因斯坦；缘由此生。
- 拱顶吊马；梁赞伞兵（俄语：Рязань-ВДВ）。
- 军中粮草，国际米兰。
- 澄海历史；蔚山现代。
- 庭前花始放；閣下李先生。
- 风疾折河柳；波力脆海苔。
- 恐龙闹青海；喜马拉雅山。
- 山雪欺梅瘦；林丹谢杏芳。
- 信马兵来巧；谌龙王适娴。
- 布力般流浪；施丹式頭錘。
- 问道崇僧素；拜仁慕尼黑。
- 珍妃苹果脸；瑞士葡萄牙。
- 买跌没买涨；卖菜别卖萌。
- 光州潭园起亚；电线塔楼兆歐。
- 木兰替父从军；马尔代夫度假。
- 古道西风瘦马；今夜后海肥羊。
- 美国日本关岛，宜家月末清仓。
- 四十大盜藏寶洞；三百壯士健身房 （页面存档备份，存于）。
- 决赛鲜京胜皇族；聚汇多极利民家。
- 堪叹我南船北马；察哈尔右翼前旗。
- 中午即食东坡肉；小丑远行西班牙。
- 未许诗心随岁老；午休集体会周公。
- 一线天铅云我扫，复方地氯雷他定。
- 漠北主帅从军死；空中客车叁伍零。
- 除夕快送老子走；复旦歡迎新生来。
- 满目霜花云弄雪；光头浪费电吹风。
- 四海之内皆兄弟；九江那边统考严。
- 姑苏城外寒山寺；暂息湖南冷水江。
- 中军置酒饮归客；美团送餐走来宾。
- 天津海鲜狗不理；春江水暖鸭先知。
- 说热好想穿短裤；论功还欲请长缨。
- 坐地日行八万里；镇江美食一条街。
- 苦海無邊回頭是岸；甘地有緣涉足非洲。

## 错例
- “埔里驚世媳婦；嘉義詐保人魔”属于新闻对联，但是细看，内容并不对应，其中并不存在“风马牛不相及”。
- “杭州西湖；深圳南山”，都是地名，但两者都是地级市和行政区，且没有逐字对应。